# Đường lên đỉnh Olympia năm thứ 19
Đường lên đỉnh Olympia năm thứ 19, thường được gọi tắt là Olympia 19 hay O19 là năm thứ 19 của cuộc thi Đường lên đỉnh Olympia dành cho học sinh trung học phổ thông do Đài Truyền hình Việt Nam tổ chức. Cuộc thi năm thứ 19 được phát sóng trên kênh VTV3 từ ngày 9 tháng 9 năm 2018 và kết thúc với trận chung kết được truyền hình trực tiếp vào ngày 15 tháng 9 năm 2019.
Nhà vô địch của năm thứ 19 là Trần Thế Trung đến từ Trường Trung học phổ thông chuyên Phan Bội Châu, Nghệ An.

## Luật chơi

### Khởi động
Trong vòng 1 phút, mỗi thí sinh khởi động với tối đa 12 câu hỏi. Mỗi câu trả lời đúng được 10 điểm, trả lời sai không có điểm.

### Vượt chướng ngại vật
Có 4 từ hàng ngang, cũng là 4 gợi ý liên quan đến một chướng ngại vật mà các thí sinh phải đi tìm. Có 1 bức tranh (là một gợi ý quan trọng liên quan đến chướng ngại vật) được chia làm 5 phần: 4 góc tương đương với 4 từ hàng ngang và một ô trung tâm. Ô trung tâm cũng là một câu hỏi, mở được ô này sẽ mở được phần quan trọng nhất của bức tranh.
Mỗi thí sinh có 1 lượt lựa chọn trả lời một trong các từ hàng ngang này. Cả bốn thí sinh cùng trả lời câu hỏi bằng máy tính trong thời gian 15 giây. Trả lời đúng mỗi từ hàng ngang, thí sinh được 10 điểm. Ngoài việc mở được từ hàng ngang nếu trả lời đúng, một góc của hình ảnh được đánh số tương ứng với từ hàng ngang cũng được mở ra.
Thí sinh có thể bấm chuông trả lời chướng ngại vật bất cứ lúc nào. Trả lời đúng chướng ngại vật trong từ hàng ngang đầu tiên được 80 điểm, trong từ hàng ngang thứ 2 được 60 điểm, trong từ hàng ngang thứ 3 được 40 điểm, trong từ hàng ngang thứ 4 được 20 điểm.
Sau 4 từ hàng ngang, câu hỏi thứ 5 sẽ hiện ra ở phần trung tâm của bức tranh. Đáp án của câu hỏi này là gợi ý cuối cùng của chương trình. Trả lời đúng câu hỏi thứ 5 này, thí sinh được 10 điểm. Nếu trả lời đúng chướng ngại vật sau câu hỏi thứ 5, thí sinh được 10 điểm. Nếu trả lời sai chướng ngại vật, thí sinh sẽ bị loại khỏi phần chơi này.
Điểm tối đa là 90 điểm.

### Tăng tốc
Có 4 câu hỏi gồm 1 câu hỏi dưới dạng tư duy logic, 1 câu hỏi sắp xếp và 2 câu hỏi bằng video, mỗi câu các thí sinh có 30 giây để trả lời bằng máy tính. Thí sinh trả lời đúng và nhanh nhất được 40 điểm, đúng và nhanh thứ 2 được 30 điểm, đúng và nhanh thứ 3 được 20 điểm, đúng và nhanh thứ 4 được 10 điểm.
Điểm tối đa là 160 điểm.

### Về đích
Có 3 gói câu hỏi với các mức 40, 60, 80 điểm để thí sinh lựa chọn. Trong đó gói 40 điểm gồm 2 câu hỏi 10 điểm và 1 câu hỏi 20 điểm; gói 60 điểm gồm 1 câu hỏi 10 điểm, 1 câu hỏi 20 điểm và 1 câu hỏi 30 điểm; gói 80 điểm gồm 1 câu hỏi 20 điểm và 2 câu hỏi 30 điểm. Thời gian suy nghĩ và trả lời của câu 10 điểm là 10 giây, câu 20 điểm là 15 giây, câu 30 điểm là 20 giây.
Thí sinh đang trả lời gói câu hỏi của mình phải đưa ra câu trả lời trong thời gian quy định của chương trình. Nếu trả lời đúng, thi sính sẽ ghi được điểm của câu hỏi đó; nếu không trả lời được câu hỏi thì các thí sinh còn lại có 5 giây để bấm chuông giành quyền trả lời. Trả lời đúng được cộng thêm số điểm của câu hỏi từ thí sinh đang thi, trả lời sai sẽ bị trừ nửa số điểm của câu hỏi.
Thí sinh có quyền được đặt ngôi sao hy vọng một lần trước bất kỳ câu hỏi nào. Trả lời đúng được gấp đôi số điểm, trả lời sai bị trừ đi số điểm của câu hỏi.
Điểm cao nhất đạt được là 350 điểm khi thí sinh chọn gói 80 điểm, trả lời đúng cả ba câu, trong đó 1 câu 30 điểm đã được thí sinh đặt ngôi sao hy vọng và thí sinh đó cướp được điểm từ cả ba câu trong gói này của 3 thí sinh khác.

## Giải thưởng
| Cuộc thi | Giải Nhất                    | Giải Nhì       | Giải Ba        |
| -------- | ---------------------------- | -------------- | -------------- |
| Tuần     | 4.000.000 VNĐ + Cúp kỉ niệm  | 3.000.000 VNĐ  | 2.000.000 VNĐ  |
| Tháng    | 6.000.000 VNĐ + Cúp kỉ niệm  | 4.000.000 VNĐ  | 3.000.000 VNĐ  |
| Quý      | 25.000.000 VNĐ + Cúp kỉ niệm | 8.000.000 VNĐ  | 4.000.000 VNĐ  |
| Năm      | 35.000 USD + Cúp kỉ niệm     | 20.000.000 VNĐ | 10.000.000 VNĐ |

## Các trận đấu
| Chung kết năm | Chung kết năm   | Tổng kết | Tổng kết                                                   |
| ------------- | --------------- | -------- | ---------------------------------------------------------- |
| Quý 1         | Trần Thế Trung  | Vô địch  | Trần Thế Trung THPT Chuyên Phan Bội Châu, Nghệ An          |
| Quý 2         | Nguyễn Hải Đăng | Vô địch  | Trần Thế Trung THPT Chuyên Phan Bội Châu, Nghệ An          |
| Quý 3         | Nguyễn Bá Vinh  | Kỷ lục   | Nguyễn Bá Vinh - 460 điểm THPT Chuyên Lý Tự Trọng, Cần Thơ |
| Quý 4         | Đoàn Nam Thắng  | Kỷ lục   | Nguyễn Bá Vinh - 460 điểm THPT Chuyên Lý Tự Trọng, Cần Thơ |

| Màu sắc sử dụng trong các bảng kết quả                  |
| ------------------------------------------------------- |
| Thí sinh đạt giải nhất và trực tiếp lọt vào vòng trong  |
| Thí sinh lọt vào vòng trong nhờ có số điểm nhì cao nhất |
| Thí sinh Vô địch cuộc thi Chung kết Năm                 |

- Lưu ý: Điểm thi của các thí sinh ở mỗi vòng Khởi động, Vượt chướng ngại vật, Tăng tốc và Về đích là điểm của riêng phần thi đó.

### Trận 1: Tuần 1 - Tháng 1 - Quý 1
| Họ và tên thí sinh    | Trường                                 | Khởi động | VCNV | Tăng tốc | Về đích | Tổng điểm |
| --------------------- | -------------------------------------- | --------- | ---- | -------- | ------- | --------- |
| Cấn Thái Hoàng        | THPT Thạch Thất, Hà Nội                | 60        | 50   | 160      | 20      | 290       |
| Vũ Thành Vinh         | THPT Hữu Lũng, Lạng Sơn                | 50        | 0    | 80       | 0       | 130       |
| Lê Đức Thành          | THPT Nguyễn Thị Minh Khai, Hà Tĩnh     | 80        | 0    | 70       | -20     | 130       |
| Đinh Đoàn Xuân Phương | THPT Chuyên Võ Nguyên Giáp, Quảng Bình | 80        | 0    | 20       | 30      | 130       |

### Trận 2: Tuần 2 - Tháng 1 - Quý 1
| Họ và tên thí sinh | Trường                          | Khởi động | VCNV | Tăng tốc | Về đích | Tổng điểm |
| ------------------ | ------------------------------- | --------- | ---- | -------- | ------- | --------- |
| Bùi Hậu Giang      | THPT Chuyên Lê Quý Đôn, Đà Nẵng | 60        | 90   | 120      | 60      | 330       |
| Đào Mạnh Tuyên     | THPT Phương Sơn, Bắc Giang      | 40        | 10   | 110      | 50      | 210       |
| Tạ Thị Duyên       | THPT Lê Hồng Phong, Quảng Bình  | 40        | 10   | 90       | -10     | 130       |
| Ngô Quốc Anh       | THPT Gia Viễn A, Ninh Bình      | 70        | 0    | 80       | -45     | 105       |

### Trận 3: Tuần 3 - Tháng 1 - Quý 1
| Họ và tên thí sinh    | Trường                                 | Khởi động | VCNV | Tăng tốc | Về đích | Tổng điểm |
| --------------------- | -------------------------------------- | --------- | ---- | -------- | ------- | --------- |
| Nguyễn Hoàng Minh     | THPT Trần Phú - Hoàn Kiếm, Hà Nội      | 90        | 80   | 110      | 130     | 410       |
| Nguyễn Hoàng Ngọc Hà  | THPT Chuyên Nguyễn Chí Thanh, Đắk Nông | 70        | 10   | 100      | 90      | 270       |
| Trần Thị Phương Thảo  | THPT Trần Hưng Đạo, Nam Định           | 50        | 10   | 60       | -10     | 110       |
| Nguyễn Đình Tuấn Dũng | THPT Thái Hoà, Nghệ An                 | 90        | 10   | 70       | -50     | 120       |

### Trận 4: Tháng 1 - Quý 1
| Họ và tên thí sinh   | Trường                                 | Khởi động | VCNV | Tăng tốc | Về đích | Tổng điểm |
| -------------------- | -------------------------------------- | --------- | ---- | -------- | ------- | --------- |
| Cấn Thái Hoàng       | THPT Thạch Thất, Hà Nội                | 80        | 0    | 90       | 0       | 170       |
| Nguyễn Hoàng Ngọc Hà | THPT Chuyên Nguyễn Chí Thanh, Đắk Nông | 50        | 0    | 40       | -25     | 65        |
| Bùi Hậu Giang        | THPT Chuyên Lê Quý Đôn, Đà Nẵng        | 80        | 10   | 140      | -30     | 200       |
| Nguyễn Hoàng Minh    | THPT Trần Phú - Hoàn Kiếm, Hà Nội      | 40        | 70   | 120      | 80      | 310       |

### Trận 5: Tuần 1 - Tháng 2 - Quý 1
| Họ và tên thí sinh   | Trường                                     | Khởi động | VCNV | Tăng tốc | Về đích | Tổng điểm |
| -------------------- | ------------------------------------------ | --------- | ---- | -------- | ------- | --------- |
| Hồ Viết Nguyên Khang | THPT Bùi Thị Xuân, Lâm Đồng                | 60        | 10   | 100      | 10      | 180       |
| Thái Huyền           | THPT Nhơn Trạch, Đồng Nai                  | 80        | 70   | 60       | 20      | 230       |
| Đậu Thị Vân Anh      | THPT Quỳ Hợp 2, Nghệ An                    | 40        | 0    | 50       | -50     | 40        |
| Hà Công Chánh        | THPT Chuyên Lê Hồng Phong, TP. Hồ Chí Minh | 80        | 0    | 50       | 130     | 260       |

### Trận 6: Tuần 2 - Tháng 2 - Quý 1
| Họ và tên thí sinh | Trường                                   | Khởi động | VCNV | Tăng tốc | Về đích | Tổng điểm |
| ------------------ | ---------------------------------------- | --------- | ---- | -------- | ------- | --------- |
| Mai Nữ Song Ngân   | THPT Hùng Vương, Bình Thuận              | 40        | 10   | 110      | 80      | 240       |
| Nguyễn Hằng Thu    | THPT Lương Phú, Thái Nguyên              | 80        | 0    | 50       | 20      | 150       |
| Vũ Đình Minh       | THPT Nguyễn Thượng Hiền, TP. Hồ Chí Minh | 40        | 20   | 100      | -10     | 150       |
| Trần Thế Trung     | THPT Chuyên Phan Bội Châu, Nghệ An       | 90        | 60   | 80       | 75      | 305       |

### Trận 7: Tuần 3 -  Tháng 2 - Quý 1
| Họ và tên thí sinh | Trường                               | Khởi động | VCNV | Tăng tốc | Về đích | Tổng điểm |
| ------------------ | ------------------------------------ | --------- | ---- | -------- | ------- | --------- |
| Nguyễn Duy Đạt     | THPT Trần Quốc Toản, Đắk Lắk         | 40        | 0    | 110      | 110     | 260       |
| Nguyễn Đức Mạnh    | THPT Hương Khê, Hà Tĩnh              | 50        | 10   | 120      | -20     | 160       |
| Trần Công Lập      | THPT Lý Tự Trọng, Nam Định           | 100       | 80   | 80       | 30      | 290       |
| Quách Minh Đức     | THPT Chuyên Lương Thế Vinh, Đồng Nai | 60        | 0    | 90       | 100     | 250       |

### Trận 8: Tháng 2 - Quý 1
| Họ và tên thí sinh | Trường                                     | Khởi động | VCNV | Tăng tốc | Về đích | Tổng điểm |
| ------------------ | ------------------------------------------ | --------- | ---- | -------- | ------- | --------- |
| Hà Công Chánh      | THPT Chuyên Lê Hồng Phong, TP. Hồ Chí Minh | 80        | 0    | 30       | 5       | 115       |
| Trần Thế Trung     | THPT Chuyên Phan Bội Châu, Nghệ An         | 60        | 40   | 70       | 110     | 280       |
| Nguyễn Duy Đạt     | THPT Trần Quốc Toản, Đắk Lắk               | 70        | 0    | 80       | -25     | 125       |
| Trần Công Lập      | THPT Lý Tự Trọng, Nam Định                 | 50        | 0    | 90       | -75     | 65        |

### Trận 9: Tuần 1 - Tháng 3 - Quý 1
| Họ và tên thí sinh   | Trường                           | Khởi động | VCNV | Tăng tốc | Về đích | Tổng điểm |
| -------------------- | -------------------------------- | --------- | ---- | -------- | ------- | --------- |
| Thái Nguyễn Quốc Đạt | THPT Trần Hưng Đạo, Đắk Nông     | 100       | 0    | 70       | 25      | 195       |
| Nguyễn Tố Thi        | THPT Chuyên Chu Văn An, Lạng Sơn | 40        | 10   | 60       | 20      | 130       |
| Nguyễn Đức Triết     | THPT Núi Thành, Quảng Nam        | 50        | 10   | 130      | 45      | 235       |
| Ninh Thành Vinh      | THPT Tây Thụy Anh, Thái Bình     | 100       | 90   | 100      | 30      | 320       |

### Trận 10: Tuần 2 - Tháng 3 - Quý 1
| Họ và tên thí sinh | Trường                               | Khởi động | VCNV | Tăng tốc | Về đích | Tổng điểm |
| ------------------ | ------------------------------------ | --------- | ---- | -------- | ------- | --------- |
| Trần Nhật Minh     | THPT Mạc Đĩnh Chi, TP. Hồ Chí Minh   | 40        | 0    | 40       | -25     | 55        |
| Ngô Ngọc Long      | THPT Phạm Hồng Thái, Hà Nội          | 30        | 0    | 50       | -10     | 70        |
| Lê Đức Đạt         | THPT Chuyên Lương Văn Chánh, Phú Yên | 40        | 80   | 100      | 15      | 235       |
| Phạm Hải Bình      | THPT Kiến An, Hải Phòng              | 90        | 10   | 150      | 15      | 265       |

### Trận 11: Tuần 3 - Tháng 3 - Quý 1
| Họ và tên thí sinh    | Trường                                      | Khởi động | VCNV | Tăng tốc | Về đích | Tổng điểm |
| --------------------- | ------------------------------------------- | --------- | ---- | -------- | ------- | --------- |
| Nguyễn Quốc Khánh Lân | THPT Lý Tự Trọng, Khánh Hoà                 | 80        | 10   | 40       | 30      | 160       |
| Tạ Nhật Linh          | THPT Chuyên Nguyễn Thị Minh Khai, Sóc Trăng | 50        | 90   | 120      | 20      | 280       |
| Phạm Thị Cẩm Ly       | THPT Lê Hữu Trác, Hà Tĩnh                   | 50        | 0    | 50       | -10     | 90        |
| Nguyễn Hoàng Dương    | THCS & THPT Nguyễn Tất Thành, Hà Nội        | 80        | 0    | 130      | 30      | 240       |

### Trận 12: Tháng 3 - Quý 1
| Họ và tên thí sinh | Trường                                      | Khởi động | VCNV | Tăng tốc | Về đích | Tổng điểm |
| ------------------ | ------------------------------------------- | --------- | ---- | -------- | ------- | --------- |
| Nguyễn Hoàng Dương | THCS & THPT Nguyễn Tất Thành, Hà Nội        | 50        | 80   | 30       | 15      | 175       |
| Tạ Nhật Linh       | THPT Chuyên Nguyễn Thị Minh Khai, Sóc Trăng | 40        | 0    | 30       | 100     | 170       |
| Ninh Thành Vinh    | THPT Tây Thụy Anh, Thái Bình                | 60        | 0    | 120      | 45      | 225       |
| Phạm Hải Bình      | THPT Kiến An, Hải Phòng                     | 60        | 10   | 100      | -20     | 150       |

### Trận 13: Quý 1
| Họ và tên thí sinh | Trường                             | Khởi động | VCNV | Tăng tốc | Về đích | Tổng điểm |
| ------------------ | ---------------------------------- | --------- | ---- | -------- | ------- | --------- |
| Ninh Thành Vinh    | THPT Tây Thụy Anh, Thái Bình       | 60        | 10   | 40       | -85     | 25        |
| Nguyễn Hoàng Minh  | THPT Trần Phú - Hoàn Kiếm, Hà Nội  | 60        | 70   | 70       | 35      | 235       |
| Trần Thế Trung     | THPT Chuyên Phan Bội Châu, Nghệ An | 100       | 10   | 50       | 80      | 240       |
| Bùi Hậu Giang      | THPT Chuyên Lê Quý Đôn, Đà Nẵng    | 60        | 10   | 50       | -35     | 85        |

### Trận 14: Tuần 1 - Tháng 1 - Quý 2
| Họ và tên thí sinh     | Trường                             | Khởi động | VCNV | Tăng tốc | Về đích | Tổng điểm |
| ---------------------- | ---------------------------------- | --------- | ---- | -------- | ------- | --------- |
| Nguyễn Hoàng Công Anh  | THPT Mỹ Hào, Hưng Yên              | 70        | 90   | 80       | 10      | 250       |
| Nguyễn Thu Huệ         | THPT Đa Phúc, Hà Nội               | 50        | 10   | 110      | -25     | 145       |
| Phan Nguyễn Huy Hoàng  | THPT Thị xã Phước Long, Bình Phước | 20        | 10   | 50       | -80     | 0         |
| Nguyễn Phan Thanh Nhàn | THPT Chuyên Lê Quý Đôn, Ninh Thuận | 90        | 10   | 110      | 80      | 290       |

### Trận 15: Tuần 2 - Tháng 1 - Quý 2
| Họ và tên thí sinh  | Trường                          | Khởi động | VCNV | Tăng tốc | Về đích | Tổng điểm |
| ------------------- | ------------------------------- | --------- | ---- | -------- | ------- | --------- |
| Nguyễn Tùng Dương   | THPT Bến Tre, Vĩnh Phúc         | 40        | 0    | 50       | 30      | 120       |
| Nguyễn Hoàng Phúc   | THPT Huỳnh Văn Nghệ, Bình Dương | 40        | 10   | 60       | -35     | 75        |
| Hoàng Phan Việt Lâm | THPT Chuyên Bắc Kạn, Bắc Kạn    | 70        | 0    | 60       | 0       | 130       |
| Nguyễn Thành Vinh   | THPT Quốc Oai, Hà Nội           | 80        | 90   | 110      | -20     | 260       |

### Trận 16: Tuần 3 - Tháng 1 - Quý 2
| Họ và tên thí sinh | Trường                             | Khởi động | VCNV | Tăng tốc | Về đích | Tổng điểm |
| ------------------ | ---------------------------------- | --------- | ---- | -------- | ------- | --------- |
| Bùi Ngọc Anh       | THCS & THPT Chu Văn An, Quảng Ninh | 10        | 10   | 20       | 30      | 70        |
| Phùng Trọng Nghĩa  | THPT Chuyên Thăng Long, Lâm Đồng   | 70        | 90   | 130      | 50      | 340       |
| Ngô Quốc Hoà       | THPT Châu Văn Liêm, Cần Thơ        | 60        | 10   | 110      | -10     | 170       |
| Khúc Thanh Thảo    | THPT Kim Liên, Hà Nội              | 30        | 10   | 40       | 0       | 80        |

### Trận 17: Tháng 1 - Quý 2
| Họ và tên thí sinh     | Trường                             | Khởi động | VCNV | Tăng tốc | Về đích | Tổng điểm |
| ---------------------- | ---------------------------------- | --------- | ---- | -------- | ------- | --------- |
| Nguyễn Hoàng Công Anh  | THPT Mỹ Hào, Hưng Yên              | 40        | 0    | 60       | -20     | 80        |
| Nguyễn Thành Vinh      | THPT Quốc Oai, Hà Nội              | 40        | 60   | 100      | 10      | 210       |
| Nguyễn Phan Thanh Nhàn | THPT Chuyên Lê Quý Đôn, Ninh Thuận | 30        | 0    | 40       | 65      | 135       |
| Phùng Trọng Nghĩa      | THPT Chuyên Thăng Long, Lâm Đồng   | 50        | 0    | 80       | 100     | 230       |

### Trận 18: Tuần 1 - Tháng 2 - Quý 2
| Họ và tên thí sinh  | Trường                                      | Khởi động | VCNV | Tăng tốc | Về đích | Tổng điểm |
| ------------------- | ------------------------------------------- | --------- | ---- | -------- | ------- | --------- |
| Hoàng Đức Mạnh      | THPT Đồ Sơn, Hải Phòng                      | 50        | 30   | 110      | -35     | 155       |
| Trần Trung Kiên     | THPT Ngọc Hồi, Hà Nội                       | 30        | 60   | 90       | 20      | 200       |
| Bùi Văn Thành       | THPT Nguyễn Thiện Thuật, Hưng Yên           | 80        | 30   | 100      | 70      | 280       |
| Bùi Đoàn Khánh Quân | THPT Chuyên Trần Đại Nghĩa, TP. Hồ Chí Minh | 70        | 30   | 60       | 45      | 205       |

### Trận 19: Tuần 2 - Tháng 2 - Quý 2
| Họ và tên thí sinh  | Trường                            | Khởi động | VCNV | Tăng tốc | Về đích | Tổng điểm |
| ------------------- | --------------------------------- | --------- | ---- | -------- | ------- | --------- |
| Nguyễn Hải Đăng     | THPT Chuyên Lê Quý Đôn, Khánh Hoà | 100       | 10   | 50       | 70      | 230       |
| Vũ Thị Thu Thảo     | THPT Yên Mô A, Ninh Bình          | 30        | 0    | 10       | -15     | 25        |
| Nguyễn Lê Gia Thịnh | THPT Chuyên Vị Thanh, Hậu Giang   | 80        | 60   | 160      | 30      | 330       |
| Đoàn Lê Ngân        | THPT Kim Xuyên, Tuyên Quang       | 70        | 20   | 60       | -30     | 120       |

### Trận 20: Tuần 3 - Tháng 2 - Quý 2
| Họ và tên thí sinh  | Trường                            | Khởi động | VCNV | Tăng tốc | Về đích | Tổng điểm |
| ------------------- | --------------------------------- | --------- | ---- | -------- | ------- | --------- |
| Phan Thị Phương Anh | THPT Tây Hiếu, Nghệ An            | 40        | 10   | 100      | -65     | 85        |
| Nguyễn Cao Nguyên   | THPT Ea Súp, Đắk Lắk              | 50        | 20   | 110      | 10      | 190       |
| Ngô Đặng Thuý Hằng  | THPT Xuyên Mộc, Bà Rịa - Vũng Tàu | 90        | 50   | 60       | 50      | 250       |
| Phạm Minh Đức       | THPT Chuyên Biên Hoà, Hà Nam      | 30        | 20   | 30       | -20     | 60        |

### Trận 21: Tháng 2 - Quý 2
| Họ và tên thí sinh  | Trường                            | Khởi động | VCNV | Tăng tốc | Về đích | Tổng điểm |
| ------------------- | --------------------------------- | --------- | ---- | -------- | ------- | --------- |
| Nguyễn Lê Gia Thịnh | THPT Chuyên Vị Thanh, Hậu Giang   | 70        | 20   | 90       | 0       | 180       |
| Ngô Đặng Thuý Hằng  | THPT Xuyên Mộc, Bà Rịa - Vũng Tàu | 40        | 40   | 70       | 50      | 200       |
| Bùi Văn Thành       | THPT Nguyễn Thiện Thuật, Hưng Yên | 100       | 0    | 70       | -5      | 165       |
| Nguyễn Hải Đăng     | THPT Chuyên Lê Quý Đôn, Khánh Hoà | 70        | 20   | 60       | 65      | 215       |

### Trận 22: Tuần 1 - Tháng 3 - Quý 2
| Họ và tên thí sinh | Trường                            | Khởi động | VCNV | Tăng tốc | Về đích | Tổng điểm |
| ------------------ | --------------------------------- | --------- | ---- | -------- | ------- | --------- |
| Ngô Đình Chính     | THPT Cửa Tùng, Quảng Trị          | 60        | 0    | 90       | 60      | 210       |
| Nguyễn Huyền Trang | THPT Lý Thường Kiệt, Hải Phòng    | 20        | 0    | 20       | -45     | -5        |
| Giáp Bùi Việt Anh  | THPT Lục Ngạn số 1, Bắc Giang     | 40        | 10   | 100      | -20     | 130       |
| Nguyễn Huỳnh Sang  | THPT Chuyên Lê Quý Đôn, Bình Định | 100       | 60   | 110      | 30      | 300       |

### Trận 23: Tuần 2 - Tháng 3 - Quý 2
| Họ và tên thí sinh | Trường                                | Khởi động | VCNV | Tăng tốc | Về đích | Tổng điểm |
| ------------------ | ------------------------------------- | --------- | ---- | -------- | ------- | --------- |
| Lê Trung Sơn       | THPT Chuyên Trần Hưng Đạo, Bình Thuận | 70        | 20   | 130      | 75      | 295       |
| Lại Kinh Châu      | THPT Hồ Thị Kỷ, Cà Mau                | 40        | 70   | 80       | -5      | 185       |
| Vũ Như Hoàng Phú   | THPT Quỳnh Côi, Thái Bình             | 80        | 20   | 120      | 40      | 260       |
| Phạm Thế Vũ        | THPT Chu Văn An, Hà Nội               | 70        | 20   | 40       | -50     | 80        |

### Trận 24: Tuần 3 - Tháng 3 - Quý 2
| Họ và tên thí sinh | Trường                            | Khởi động | VCNV | Tăng tốc | Về đích | Tổng điểm |
| ------------------ | --------------------------------- | --------- | ---- | -------- | ------- | --------- |
| Phùng Quang Huy    | THPT Hoàng Văn Thụ, Quảng Ninh    | 70        | 20   | 50       | -40     | 100       |
| Ngô Phạm Huỳnh Đạt | THPT Dương Minh Châu, Tây Ninh    | 50        | 80   | 80       | 15      | 225       |
| Nguyễn Minh Quy    | THPT Ứng Hoà A, Hà Nội            | 100       | 20   | 80       | -20     | 180       |
| Nguyễn Xuân Phương | THPT Chuyên Đại học Vinh, Nghệ An | 120       | 10   | 110      | 90      | 330       |

### Trận 25: Tháng 3 - Quý 2
| Họ và tên thí sinh | Trường                                | Khởi động | VCNV | Tăng tốc | Về đích | Tổng điểm |
| ------------------ | ------------------------------------- | --------- | ---- | -------- | ------- | --------- |
| Lê Trung Sơn       | THPT Chuyên Trần Hưng Đạo, Bình Thuận | 50        | 10   | 130      | -10     | 180       |
| Vũ Như Hoàng Phú   | THPT Quỳnh Côi, Thái Bình             | 40        | 20   | 50       | -10     | 100       |
| Nguyễn Xuân Phương | THPT Chuyên Đại học Vinh, Nghệ An     | 60        | 70   | 100      | 30      | 260       |
| Nguyễn Huỳnh Sang  | THPT Chuyên Lê Quý Đôn, Bình Định     | 70        | 20   | 100      | 20      | 210       |

### Trận 26: Quý 2
| Họ và tên thí sinh | Trường                            | Khởi động | VCNV | Tăng tốc | Về đích | Tổng điểm |
| ------------------ | --------------------------------- | --------- | ---- | -------- | ------- | --------- |
| Nguyễn Huỳnh Sang  | THPT Chuyên Lê Quý Đôn, Bình Định | 70        | 10   | 120      | 20      | 220       |
| Phùng Trọng Nghĩa  | THPT Chuyên Thăng Long, Lâm Đồng  | 30        | 0    | 50       | -5      | 75        |
| Nguyễn Xuân Phương | THPT Chuyên Đại học Vinh, Nghệ An | 80        | 50   | 90       | 50      | 270       |
| Nguyễn Hải Đăng    | THPT Chuyên Lê Quý Đôn, Khánh Hoà | 90        | 20   | 110      | 70      | 290       |

### Trận 27: Tuần 1 - Tháng 1 - Quý 3
| Họ và tên thí sinh | Trường                                             | Khởi động | VCNV | Tăng tốc | Về đích | Tổng điểm |
| ------------------ | -------------------------------------------------- | --------- | ---- | -------- | ------- | --------- |
| Trần Bảo Quốc      | THPT số 1 Bảo Yên, Lào Cai                         | 40        | 80   | 20       | 40      | 180       |
| Phan Lê Hữu Diễn   | THPT Đặng Huy Trứ, TP. Huế                         | 30        | 20   | 120      | 50      | 220       |
| Tô Đức Quang       | THPT Chuyên Lương Văn Tụy, Ninh Bình               | 90        | 20   | 110      | 30      | 250       |
| Đàm Tuấn Quỳnh     | THPT Chuyên Khoa học Tự nhiên, ĐHQG Hà Nội, Hà Nội | 70        | 20   | 100      | 35      | 225       |

### Trận 28: Tuần 2 - Tháng 1 - Quý 3
| Họ và tên thí sinh     | Trường                             | Khởi động | VCNV | Tăng tốc | Về đích | Tổng điểm |
| ---------------------- | ---------------------------------- | --------- | ---- | -------- | ------- | --------- |
| Nguyễn Công Thành      | THPT Phan Châu Trinh, Đà Nẵng      | 70        | 10   | 30       | 35      | 145       |
| Vũ Ngọc Linh           | THPT Chuyên Trần Phú, Hải Phòng    | 60        | 10   | 40       | -50     | 60        |
| Vũ Ngọc Linh           | THPT Đông Sơn 1, Thanh Hoá         | 70        | 80   | 120      | 40      | 310       |
| Nguyễn Phạm Kiên Trung | THPT Chuyên Hùng Vương, Bình Dương | 70        | 20   | 50       | -85     | 55        |

### Trận 29: Tuần 3 - Tháng 1 - Quý 3
| Họ và tên thí sinh | Trường                               | Khởi động | VCNV | Tăng tốc | Về đích | Tổng điểm |
| ------------------ | ------------------------------------ | --------- | ---- | -------- | ------- | --------- |
| Chu Đức Huy        | THPT Sóc Sơn, Hà Nội                 | 90        | 90   | 150      | 50      | 380       |
| Phạm Huệ Anh       | THPT Ea H'Leo, Đắk Lắk               | 50        | 10   | 30       | -15     | 75        |
| Văn Thành An       | THPT Chuyên Lê Thánh Tông, Quảng Nam | 40        | 10   | 100      | -10     | 140       |
| Phạm Ngọc Mai      | THPT Kinh Môn, Hải Dương             | 70        | 10   | 90       | 0       | 170       |

### Trận 30: Tháng 1 - Quý 3
| Họ và tên thí sinh | Trường                                             | Khởi động | VCNV | Tăng tốc | Về đích | Tổng điểm |
| ------------------ | -------------------------------------------------- | --------- | ---- | -------- | ------- | --------- |
| Chu Đức Huy        | THPT Sóc Sơn, Hà Nội                               | 20        | 10   | 150      | 10      | 190       |
| Đàm Tuấn Quỳnh     | THPT Chuyên Khoa học Tự nhiên, ĐHQG Hà Nội, Hà Nội | 20        | 20   | 70       | 20      | 130       |
| Vũ Ngọc Linh       | THPT Đông Sơn 1, Thanh Hoá                         | 60        | 20   | 60       | 0       | 140       |
| Tô Đức Quang       | THPT Chuyên Lương Văn Tụy, Ninh Bình               | 60        | 50   | 110      | -10     | 210       |

### Trận 31: Tuần 1 - Tháng 2 - Quý 3
| Họ và tên thí sinh | Trường                                               | Khởi động | VCNV | Tăng tốc | Về đích | Tổng điểm |
| ------------------ | ---------------------------------------------------- | --------- | ---- | -------- | ------- | --------- |
| Ngô Đức Quốc Khánh | THPT Nguyễn Trường Tộ - Hưng Nguyên, Nghệ An         | 60        | 80   | 50       | 0       | 190       |
| Hoàng Xuân Thanh   | THPT Lạng Giang số 1, Bắc Giang                      | 70        | 0    | 70       | 35      | 175       |
| Nguyễn Đức Tín     | THPT Chuyên Bến Tre, Bến Tre                         | 70        | 0    | 50       | -30     | 90        |
| Nguyễn Đại Nghĩa   | PT Năng khiếu, ĐHQG TP. Hồ Chí Minh, TP. Hồ Chí Minh | 90        | 10   | 110      | 50      | 260       |

### Trận 32: Tuần 2 - Tháng 2 - Quý 3
| Họ và tên thí sinh | Trường                                    | Khởi động | VCNV | Tăng tốc | Về đích | Tổng điểm |
| ------------------ | ----------------------------------------- | --------- | ---- | -------- | ------- | --------- |
| Nguyễn Văn Lộc     | THPT Chuyên Lê Quý Đôn, Bà Rịa - Vũng Tàu | 90        | 90   | 30       | 0       | 210       |
| Vũ Văn Thành       | THPT Điềm Thụy, Thái Nguyên               | 100       | 10   | 100      | 40      | 250       |
| Vũ Ngọc Hậu        | THPT Chuyên Nguyễn Tất Thành, Kon Tum     | 70        | 0    | 80       | 30      | 180       |
| Quách Thành Vũ     | THPT Ngọc Lặc, Thanh Hoá                  | 60        | 10   | 20       | 100     | 190       |

### Trận 33: Tuần 3 - Tháng 2 - Quý 3
Nguyễn Bá Vinh trở thành người thứ 3 lập kỷ lục điểm số trong lịch sử chương trình với 460 điểm.
| Họ và tên thí sinh | Trường                             | Khởi động | VCNV | Tăng tốc | Về đích | Tổng điểm |
| ------------------ | ---------------------------------- | --------- | ---- | -------- | ------- | --------- |
| Huỳnh Nhựt Khoa    | THPT Duy Tân, Phú Yên              | 30        | 0    | 10       | -50     | -10       |
| Nguyễn Bá Vinh     | THPT Chuyên Lý Tự Trọng, Cần Thơ   | 90        | 80   | 110      | 180     | 460       |
| Hoàng Thanh Tùng   | THPT Cao Bá Quát - Gia Lâm, Hà Nội | 70        | 10   | 70       | -10     | 140       |
| Chu Đức Trung      | THPT Dương Quảng Hàm, Hưng Yên     | 50        | 0    | 20       | 10      | 80        |

### Trận 34: Tháng 2 - Quý 3
| Họ và tên thí sinh | Trường                                               | Khởi động | VCNV | Tăng tốc | Về đích | Tổng điểm |
| ------------------ | ---------------------------------------------------- | --------- | ---- | -------- | ------- | --------- |
| Vũ Văn Thành       | THPT Điềm Thụy, Thái Nguyên                          | 40        | 0    | 60       | -55     | 45        |
| Nguyễn Đại Nghĩa   | PT Năng khiếu, ĐHQG TP. Hồ Chí Minh, TP. Hồ Chí Minh | 50        | 0    | 80       | 85      | 215       |
| Nguyễn Văn Lộc     | THPT Chuyên Lê Quý Đôn, Bà Rịa - Vũng Tàu            | 60        | 10   | 30       | 70      | 170       |
| Nguyễn Bá Vinh     | THPT Chuyên Lý Tự Trọng, Cần Thơ                     | 80        | 70   | 160      | 10      | 320       |

### Trận 35: Tuần 1 -Tháng 3 - Quý 3
| Họ và tên thí sinh  | Trường                                     | Khởi động | VCNV | Tăng tốc | Về đích | Tổng điểm |
| ------------------- | ------------------------------------------ | --------- | ---- | -------- | ------- | --------- |
| Trần Trung Hiếu     | THPT Chuyên Đại học Sư phạm Hà Nội, Hà Nội | 40        | 40   | 150      | 30      | 260       |
| Nguyễn Đức Long     | THPT Văn Giang, Hưng Yên                   | 50        | 10   | 30       | -60     | 30        |
| Nguyễn Đỗ Anh Thư   | THPT Hậu Nghĩa, Long An                    | 30        | 10   | 90       | -10     | 120       |
| Bùi Thị Hoàng Giang | THPT Chuyên Lê Quý Đôn, Quảng Trị          | 70        | 10   | 50       | 55      | 185       |

### Trận 36: Tuần 2 - Tháng 3 - Quý 3
| Họ và tên thí sinh     | Trường                           | Khởi động | VCNV | Tăng tốc | Về đích | Tổng điểm |
| ---------------------- | -------------------------------- | --------- | ---- | -------- | ------- | --------- |
| Lê Vương Khánh         | THPT Nhân Chính, Hà Nội          | 90        | 10   | 30       | 50      | 180       |
| Nguyễn Trần Khánh Hiền | THPT Lê Trung Kiên, Phú Yên      | 60        | 20   | 140      | 20      | 240       |
| Huỳnh Thị Nhật Thương  | THPT Chuyên Lê Khiết, Quảng Ngãi | 110       | 20   | 40       | -10     | 160       |
| Lê Văn Chiến           | THPT Yên Khánh A, Ninh Bình      | 110       | 70   | 60       | 40      | 280       |

### Trận 37: Tuần 3 - Tháng 3 - Quý 3
| Họ và tên thí sinh        | Trường                           | Khởi động | VCNV | Tăng tốc | Về đích | Tổng điểm |
| ------------------------- | -------------------------------- | --------- | ---- | -------- | ------- | --------- |
| Nguyễn Ngọc Nguyên Phương | THPT Nguyễn Thái Bình, Quảng Nam | 10        | 10   | 60       | 0       | 80        |
| Vương Thị Anh Đào         | THPT Trương Định, Tiền Giang     | 70        | 0    | 60       | 20      | 150       |
| Vũ Minh Dũng              | THPT Trần Nguyên Hãn, Hải Phòng  | 70        | 10   | 110      | -20     | 170       |
| Nguyễn Trọng Khải         | THPT Chuyên Nguyễn Huệ, Hà Nội   | 60        | 60   | 120      | 30      | 270       |

### Trận 38: Tháng 3 - Quý 3
| Họ và tên thí sinh     | Trường                                     | Khởi động | VCNV | Tăng tốc | Về đích | Tổng điểm |
| ---------------------- | ------------------------------------------ | --------- | ---- | -------- | ------- | --------- |
| Trần Trung Hiếu        | THPT Chuyên Đại học Sư phạm Hà Nội, Hà Nội | 60        | 60   | 40       | 25      | 185       |
| Nguyễn Trần Khánh Hiền | THPT Lê Trung Kiên, Phú Yên                | 30        | 0    | 70       | 0       | 100       |
| Nguyễn Trọng Khải      | THPT Chuyên Nguyễn Huệ, Hà Nội             | 60        | 0    | 110      | 70      | 240       |
| Lê Văn Chiến           | THPT Yên Khánh A, Ninh Bình                | 80        | 0    | 80       | 10      | 170       |

### Trận 39: Quý 3
| Họ và tên thí sinh | Trường                                               | Khởi động | VCNV | Tăng tốc | Về đích | Tổng điểm |
| ------------------ | ---------------------------------------------------- | --------- | ---- | -------- | ------- | --------- |
| Nguyễn Đại Nghĩa   | PT Năng khiếu, ĐHQG TP. Hồ Chí Minh, TP. Hồ Chí Minh | 60        | 10   | 100      | 70      | 240       |
| Nguyễn Bá Vinh     | THPT Chuyên Lý Tự Trọng, Cần Thơ                     | 70        | 60   | 110      | 20      | 260       |
| Nguyễn Trọng Khải  | THPT Chuyên Nguyễn Huệ, Hà Nội                       | 80        | 10   | 60       | -55     | 95        |
| Tô Đức Quang       | THPT Chuyên Lương Văn Tụy, Ninh Bình                 | 20        | 10   | 30       | -10     | 50        |

### Trận 40: Tuần 1 - Tháng 1 - Quý 4
| Họ và tên thí sinh | Trường                              | Khởi động | VCNV | Tăng tốc | Về đích | Tổng điểm |
| ------------------ | ----------------------------------- | --------- | ---- | -------- | ------- | --------- |
| Nguyễn Bảo Anh     | THPT Yên Hoà, Hà Nội                | 70        | 30   | 120      | -10     | 210       |
| Nguyễn Bảo Khánh   | THPT Lê Quý Đôn, Quảng Bình         | 80        | 20   | 90       | 50      | 240       |
| Đoàn Nam Thắng     | THPT Chuyên Nguyễn Du, Đắk Lắk      | 70        | 40   | 70       | 70      | 250       |
| Nguyễn Văn Đức     | THCS & THPT Hai Bà Trưng, Vĩnh Phúc | 40        | 20   | 40       | -60     | 40        |

### Trận 41: Tuần 2 - Tháng 1 - Quý 4
| Họ và tên thí sinh   | Trường                          | Khởi động | VCNV | Tăng tốc | Về đích | Tổng điểm |
| -------------------- | ------------------------------- | --------- | ---- | -------- | ------- | --------- |
| Đinh Thị Phương Nhâm | THPT Hoa Lư A, Ninh Bình        | 50        | 10   | 60       | 70      | 190       |
| Nguyễn Thị Lan Hương | THPT Trần Phú, Quảng Ninh       | 60        | 10   | 10       | -55     | 25        |
| Nay Đinh Nhật Vỹ     | THPT Chuyên Hùng Vương, Gia Lai | 80        | 90   | 100      | 65      | 335       |
| Đàm Lê Tuấn Kiệt     | THPT Chuyên Lam Sơn, Thanh Hoá  | 100       | 10   | 110      | 25      | 245       |

### Trận 42: Tuần 3 - Tháng 1 - Quý 4
| Họ và tên thí sinh | Trường                                     | Khởi động | VCNV | Tăng tốc | Về đích | Tổng điểm |
| ------------------ | ------------------------------------------ | --------- | ---- | -------- | ------- | --------- |
| Nguyễn Đức Hiếu    | THPT Chuyên Thái Bình, Thái Bình           | 80        | 80   | 130      | 0       | 290       |
| Thân Đoàn Thuận    | THCS & THPT Đinh Thiện Lý, TP. Hồ Chí Minh | 70        | 0    | 60       | -20     | 110       |
| Lê Đinh Thái Sơn   | THPT Chí Linh, Hải Dương                   | 90        | 0    | 90       | 15      | 195       |
| Phạm Thành Đạt     | THPT Chuyên Quốc học, TP. Huế              | 90        | 0    | 120      | 35      | 245       |

### Trận 43: Tháng 1 - Quý 4
| Họ và tên thí sinh | Trường                           | Khởi động | VCNV | Tăng tốc | Về đích | Tổng điểm |
| ------------------ | -------------------------------- | --------- | ---- | -------- | ------- | --------- |
| Đàm Lê Tuấn Kiệt   | THPT Chuyên Lam Sơn, Thanh Hoá   | 90        | 30   | 100      | 30      | 250       |
| Đoàn Nam Thắng     | THPT Chuyên Nguyễn Du, Đắk Lắk   | 80        | 40   | 140      | 40      | 300       |
| Nay Đinh Nhật Vỹ   | THPT Chuyên Hùng Vương, Gia Lai  | 70        | 0    | 80       | 70      | 220       |
| Nguyễn Đức Hiếu    | THPT Chuyên Thái Bình, Thái Bình | 60        | 20   | 70       | 110     | 260       |

### Trận 44: Tuần 1 - Tháng 2 - Quý 4
| Họ và tên thí sinh     | Trường                          | Khởi động | VCNV | Tăng tốc | Về đích | Tổng điểm |
| ---------------------- | ------------------------------- | --------- | ---- | -------- | ------- | --------- |
| Nguyễn Gia Khánh       | THPT Nguyễn Chí Thanh, An Giang | 60        | 0    | 40       | 40      | 140       |
| Huỳnh Thị Phương Duyên | THPT Chuyên Long An, Long An    | 70        | 0    | 40       | -30     | 80        |
| Nguyễn Ngọc Tín        | THPT Vũ Tiên, Thái Bình         | 100       | 80   | 140      | 20      | 340       |
| Vũ Công Minh           | THPT Quang Trung, Hải Dương     | 90        | 10   | 120      | 30      | 250       |

### Trận 45: Tuần 2 - Tháng 2 - Quý 4
| Họ và tên thí sinh     | Trường                             | Khởi động | VCNV | Tăng tốc | Về đích | Tổng điểm |
| ---------------------- | ---------------------------------- | --------- | ---- | -------- | ------- | --------- |
| Đặng Đăng Khánh        | THPT Chuyên Hoàng Lê Kha, Tây Ninh | 50        | 10   | 110      | 120     | 290       |
| Nguyễn Thuỳ Dương      | Trường Hữu Nghị T78, Hà Nội        | 60        | 0    | 50       | -20     | 100       |
| Phạm Nguyên Vũ         | THPT Chuyên Hà Tĩnh, Hà Tĩnh       | 60        | 90   | 60       | -20     | 190       |
| Phan Ngọc Phương Thanh | THPT Nguyễn Văn Trỗi, Khánh Hoà    | 40        | 0    | 50       | -10     | 80        |

### Trận 46: Tuần 3 - Tháng 2 - Quý 4
| Họ và tên thí sinh     | Trường                         | Khởi động | VCNV | Tăng tốc | Về đích | Tổng điểm |
| ---------------------- | ------------------------------ | --------- | ---- | -------- | ------- | --------- |
| Nguyễn Thanh Mạnh Quân | THPT Nguyễn Gia Thiều, Hà Nội  | 60        | 10   | 10       | -20     | 60        |
| Hoàng Lan Anh          | THPT Chuyên Cao Bằng, Cao Bằng | 70        | 70   | 60       | 30      | 230       |
| Nguyễn Phúc Luân       | THPT Triệu Phong, Quảng Trị    | 40        | 10   | 120      | 55      | 225       |
| Nguyễn Trần Lê Na      | THPT Đức Linh, Bình Thuận      | 40        | 10   | 110      | -10     | 150       |

### Trận 47: Tháng 2 - Quý 4
| Họ và tên thí sinh | Trường                             | Khởi động | VCNV | Tăng tốc | Về đích | Tổng điểm |
| ------------------ | ---------------------------------- | --------- | ---- | -------- | ------- | --------- |
| Hoàng Lan Anh      | THPT Chuyên Cao Bằng, Cao Bằng     | 40        | 10   | 100      | -15     | 135       |
| Nguyễn Ngọc Tín    | THPT Vũ Tiên, Thái Bình            | 60        | 10   | 40       | -65     | 45        |
| Đặng Đăng Khánh    | THPT Chuyên Hoàng Lê Kha, Tây Ninh | 40        | 10   | 60       | 95      | 205       |
| Vũ Công Minh       | THPT Quang Trung, Hải Dương        | 80        | 80   | 130      | 40      | 330       |

### Trận 48: Tuần 1 - Tháng 3 - Quý 4
| Họ và tên thí sinh  | Trường                             | Khởi động | VCNV | Tăng tốc | Về đích | Tổng điểm |
| ------------------- | ---------------------------------- | --------- | ---- | -------- | ------- | --------- |
| Nguyễn Thị Linh     | THPT Phú Bình, Thái Nguyên         | 20        | 30   | 40       | 20      | 110       |
| Võ Thành Trung      | THPT Chuyên Tiền Giang, Tiền Giang | 80        | 70   | 130      | 120     | 400       |
| Nguyễn Thị Châu Anh | THPT Tiểu La, Quảng Nam            | 60        | 20   | 80       | -30     | 130       |
| Vũ Duy Bách         | THPT Sáng Sơn, Vĩnh Phúc           | 40        | 10   | 120      | 10      | 180       |

### Trận 49: Tuần 2 - Tháng 3 - Quý 4
| Họ và tên thí sinh | Trường                             | Khởi động | VCNV | Tăng tốc | Về đích | Tổng điểm |
| ------------------ | ---------------------------------- | --------- | ---- | -------- | ------- | --------- |
| Trần Văn Thắng     | THPT Mê Linh, Hà Nội               | 70        | 0    | 90       | -20     | 140       |
| Nguyễn Thảo My     | THPT Chuyên Sơn La, Sơn La         | 80        | 20   | 100      | -20     | 180       |
| Khưu Minh Khoa     | THPT Bùi Thị Xuân, TP. Hồ Chí Minh | 100       | 10   | 100      | 90      | 300       |
| Nguyễn Thị Bình    | THPT Đô Lương 3, Nghệ An           | 80        | 20   | 0        | -25     | 75        |

### Trận 50: Tuần 3 - Tháng 3 - Quý 4
| Họ và tên thí sinh  | Trường                      | Khởi động | VCNV | Tăng tốc | Về đích | Tổng điểm |
| ------------------- | --------------------------- | --------- | ---- | -------- | ------- | --------- |
| Lại Quốc Trung      | THPT Đông Thành, Quảng Ninh | 70        | 60   | 60       | 5       | 195       |
| Trần Lệ Mỹ          | THPT Yên Lập, Phú Thọ       | 50        | 20   | 80       | 40      | 190       |
| Nguyễn Hoà Kim Thái | THPT Dầu Tiếng, Bình Dương  | 70        | 20   | 60       | 40      | 190       |
| Bùi Trung Kiên      | THPT Trần Phú, Lâm Đồng     | 60        | 10   | 60       | -35     | 95        |

### Trận 51: Tháng 3 - Quý 4
| Họ và tên thí sinh | Trường                             | Khởi động | VCNV | Tăng tốc | Về đích | Tổng điểm |
| ------------------ | ---------------------------------- | --------- | ---- | -------- | ------- | --------- |
| Khưu Minh Khoa     | THPT Bùi Thị Xuân, TP. Hồ Chí Minh | 30        | 70   | 100      | 30      | 230       |
| Võ Thành Trung     | THPT Chuyên Tiền Giang, Tiền Giang | 70        | 10   | 110      | -40     | 150       |
| Lại Quốc Trung     | THPT Đông Thành, Quảng Ninh        | 60        | 10   | 70       | 45      | 185       |
| Trần Lệ Mỹ         | THPT Yên Lập, Phú Thọ              | 30        | 10   | 40       | -70     | 10        |

### Trận 52: Quý 4
| Họ và tên thí sinh | Trường                             | Khởi động | VCNV | Tăng tốc | Về đích | Tổng điểm |
| ------------------ | ---------------------------------- | --------- | ---- | -------- | ------- | --------- |
| Nguyễn Đức Hiếu    | THPT Chuyên Thái Bình, Thái Bình   | 40        | 10   | 50       | -55     | 45        |
| Đoàn Nam Thắng     | THPT Chuyên Nguyễn Du, Đắk Lắk     | 40        | 70   | 70       | 30      | 210       |
| Vũ Công Minh       | THPT Quang Trung, Hải Dương        | 40        | 10   | 90       | 20      | 160       |
| Khưu Minh Khoa     | THPT Bùi Thị Xuân, TP. Hồ Chí Minh | 40        | 10   | 70       | 60      | 180       |

### Trận 53: Chung kết năm
| Họ và tên thí sinh | Trường                             | Khởi động | VCNV | Tăng tốc | Về đích | Tổng điểm |
| ------------------ | ---------------------------------- | --------- | ---- | -------- | ------- | --------- |
| Nguyễn Bá Vinh     | THPT Chuyên Lý Tự Trọng, Cần Thơ   | 80        | 10   | 60       | -30     | 120       |
| Đoàn Nam Thắng     | THPT Chuyên Nguyễn Du, Đắk Lắk     | 50        | 10   | 120      | 20      | 200       |
| Nguyễn Hải Đăng    | THPT Chuyên Lê Quý Đôn, Khánh Hoà  | 50        | 70   | 100      | -10     | 210       |
| Trần Thế Trung     | THPT Chuyên Phan Bội Châu, Nghệ An | 100       | 10   | 90       | 45      | 245       |

- Dẫn chương trình tại các điểm cầu: Nguyễn Hoàng Linh (điểm cầu Nghệ An), Bùi Mai Trang (điểm cầu Đắk Lắk), Bùi Đức Bảo (điểm cầu Cần Thơ), Trần Hồng Ngọc (điềm cầu Khánh Hòa).

## Tổng kết
Dưới đây là thống kê số lượng thí sinh của các tỉnh, thành đã tham gia chương trình.
| Địa phuơng        | Tuần | Tháng | Quý | Năm | Tổng |
| ----------------- | ---- | ----- | --- | --- | ---- |
| An Giang          | 1    |       |     |     | 1    |
| Bà Rịa - Vũng Tàu |      | 2     |     |     | 2    |
| Bạc Liêu          |      |       |     |     | 0    |
| Bắc Giang         | 3    |       |     |     | 3    |
| Bắc Kạn           | 1    |       |     |     | 1    |
| Bắc Ninh          |      |       |     |     | 0    |
| Bến Tre           | 1    |       |     |     | 1    |
| Bình Dương        | 3    |       |     |     | 3    |
| Bình Định         |      |       | 1   |     | 1    |
| Bình Phước        | 1    |       |     |     | 1    |
| Bình Thuận        | 2    | 1     |     |     | 3    |
| Cà Mau            | 1    |       |     |     | 1    |
| Cao Bằng          |      | 1     |     |     | 1    |
| Cần Thơ           | 1    |       |     | 1   | 2    |
| Đà Nẵng           | 1    |       | 1   |     | 2    |
| Đắk Lắk           | 2    | 1     |     | 1   | 4    |
| Đắk Nông          | 1    | 1     |     |     | 2    |
| Đồng Nai          | 2    |       |     |     | 2    |
| Đồng Tháp         |      |       |     |     | 0    |
| Điện Biên         |      |       |     |     | 0    |
| Gia Lai           |      | 1     |     |     | 1    |
| Hà Giang          |      |       |     |     | 0    |
| Hà Nam            | 1    |       |     |     | 1    |
| Hà Nội            | 12   | 6     | 2   |     | 20   |
| Hà Tĩnh           | 4    |       |     |     | 4    |
| Hải Dương         | 2    |       | 1   |     | 3    |
| Hải Phòng         | 4    | 1     |     |     | 5    |
| Hậu Giang         |      | 1     |     |     | 1    |
| Hòa Bình          |      |       |     |     | 0    |
| Hưng Yên          | 2    | 2     |     |     | 4    |
| Khánh Hoà         | 2    |       |     | 1   | 3    |
| Kiên Giang        |      |       |     |     | 0    |
| Kon Tum           | 1    |       |     |     | 1    |
| Lai Châu          |      |       |     |     | 0    |
| Lạng Sơn          | 2    |       |     |     | 2    |
| Lào Cai           | 1    |       |     |     | 1    |
| Lâm Đồng          | 2    |       | 1   |     | 3    |
| Long An           | 2    |       |     |     | 2    |
| Nam Định          | 1    | 1     |     |     | 2    |
| Nghệ An           | 5    |       | 1   | 1   | 7    |
| Ninh Bình         | 3    | 1     | 1   |     | 5    |
| Ninh Thuận        |      | 1     |     |     | 1    |
| Phú Thọ           |      | 1     |     |     | 1    |
| Phú Yên           | 2    | 1     |     |     | 3    |
| Quảng Nam         | 4    |       |     |     | 4    |
| Quảng Bình        | 3    |       |     |     | 3    |
| Quảng Ngãi        | 1    |       |     |     | 1    |
| Quảng Ninh        | 3    | 1     |     |     | 4    |
| Quảng Trị         | 3    |       |     |     | 3    |
| Sơn La            | 1    |       |     |     | 1    |
| Sóc Trăng         |      | 1     |     |     | 1    |
| Tây Ninh          | 1    | 1     |     |     | 2    |
| Thái Bình         |      | 2     | 2   |     | 4    |
| Thái Nguyên       | 2    | 1     |     |     | 3    |
| Thanh Hoá         | 1    | 2     |     |     | 3    |
| TP. Huế           | 2    |       |     |     | 2    |
| Tiền Giang        | 1    | 1     |     |     | 2    |
| TP. Hồ Chí Minh   | 4    | 1     | 2   |     | 7    |
| Trà Vinh          |      |       |     |     | 0    |
| Tuyên Quang       | 1    |       |     |     | 1    |
| Vĩnh Long         |      |       |     |     | 0    |
| Vĩnh Phúc         | 3    |       |     |     | 3    |
| Yên Bái           |      |       |     |     | 0    |
| Tổng (cả nước)    | 96   | 32    | 12  | 4   | 144  |

### Kỷ lục
| Khởi động (điểm số tối đa): | Khởi động (điểm số tối đa):       | Khởi động (điểm số tối đa): | Khởi động (điểm số tối đa): |
| Tên thí sinh                | Trường                            | Trận                        | Điểm số                     |
| --------------------------- | --------------------------------- | --------------------------- | --------------------------- |
| Nguyễn Xuân Phương          | THPT Chuyên Đại học Vinh, Nghệ An | 24                          | 120                         |

| Vượt chướng ngại vật (điểm số tối đa): | Vượt chướng ngại vật (điểm số tối đa):      | Vượt chướng ngại vật (điểm số tối đa): | Vượt chướng ngại vật (điểm số tối đa): |
| Tên thí sinh                           | Trường                                      | Trận                                   | Điểm số                                |
| -------------------------------------- | ------------------------------------------- | -------------------------------------- | -------------------------------------- |
| Bùi Hậu Giang                          | THPT Chuyên Lê Quý Đôn, Đà Nẵng             | 2                                      | 90                                     |
| Ninh Thành Vinh                        | THPT Tây Thụy Anh, Thái Bình                | 9                                      | 90                                     |
| Tạ Nhật Linh                           | THPT Chuyên Nguyễn Thị Minh Khai, Sóc Trăng | 11                                     | 90                                     |
| Nguyễn Hoàng Công Anh                  | THPT Mỹ Hào, Hưng Yên                       | 14                                     | 90                                     |
| Nguyễn Thành Vinh                      | THPT Quốc Oai, Hà Nội                       | 15                                     | 90                                     |
| Phùng Trọng Nghĩa                      | THPT Chuyên Thăng Long, Lâm Đồng            | 16                                     | 90                                     |
| Chu Đức Huy                            | THPT Sóc Sơn, Hà Nội                        | 29                                     | 90                                     |
| Nguyễn Văn Lộc                         | THPT Chuyên Lê Quý Đôn, Bà Rịa - Vũng Tàu   | 32                                     | 90                                     |
| Nay Đinh Nhật Vỹ                       | THPT Chuyên Hùng Vương, Gia Lai             | 41                                     | 90                                     |
| Phạm Nguyên Vũ                         | THPT Chuyên Hà Tĩnh, Hà Tĩnh                | 45                                     | 90                                     |

| Tăng tốc (điểm số tối đa): | Tăng tốc (điểm số tối đa):       | Tăng tốc (điểm số tối đa): | Tăng tốc (điểm số tối đa): |
| Tên thí sinh               | Trường                           | Trận                       | Điểm số                    |
| -------------------------- | -------------------------------- | -------------------------- | -------------------------- |
| Cấn Thái Hoàng             | THPT Thạch Thất, Hà Nội          | 1                          | 160                        |
| Nguyễn Lê Gia Thịnh        | THPT Chuyên Vị Thanh, Hậu Giang  | 19                         | 160                        |
| Nguyễn Bá Vinh             | THPT Chuyên Lý Tự Trọng, Cần Thơ | 34                         | 160                        |

| Về đích (điểm tuyệt đối cho một lượt thi, không bao gồm điểm giành những thí sinh khác): | Về đích (điểm tuyệt đối cho một lượt thi, không bao gồm điểm giành những thí sinh khác): | Về đích (điểm tuyệt đối cho một lượt thi, không bao gồm điểm giành những thí sinh khác): | Về đích (điểm tuyệt đối cho một lượt thi, không bao gồm điểm giành những thí sinh khác): |
| Tên thí sinh                                                                             | Trường                                                                                   | Trận                                                                                     | Điểm số                                                                                  |
| ---------------------------------------------------------------------------------------- | ---------------------------------------------------------------------------------------- | ---------------------------------------------------------------------------------------- | ---------------------------------------------------------------------------------------- |
| Nguyễn Duy Đạt                                                                           | THPT Trần Quốc Toản, Đắk Lắk                                                             | 7                                                                                        | 110                                                                                      |
| Nguyễn Hoàng Ngọc Hà                                                                     | THPT Chuyên Nguyễn Chí Thanh, Đắk Nông                                                   | 3                                                                                        | 90                                                                                       |
| Nguyễn Đức Hiếu                                                                          | THPT Chuyên Thái Bình, Thái Bình                                                         | 43                                                                                       | 90                                                                                       |
| Nguyễn Xuân Phương                                                                       | THPT Chuyên Đại học Vinh, Nghệ An                                                        | 24                                                                                       | 60                                                                                       |

| Tổng điểm cao nhất: | Tổng điểm cao nhất:              | Tổng điểm cao nhất: | Tổng điểm cao nhất: |
| Tên thí sinh        | Trường                           | Trận                | Điểm số             |
| ------------------- | -------------------------------- | ------------------- | ------------------- |
| Nguyễn Bá Vinh      | THPT Chuyên Lý Tự Trọng, Cần Thơ | 33                  | 460                 |